# L'Open 35 de Saint-Malo 2025
L'Open 35 de Saint-Malo 2025 è un torneo femminile di tennis giocato sulla terra rossa. È la 30ª edizione del torneo che fa parte della categoria WTA 125. Si gioca al Tennis Club J.A Saint-Malo di Saint-Malo in Francia dal 28 aprile al 4 maggio 2025.

## Partecipanti al singolare

### Teste di serie
| Nazionalità | Giocatrice        | Ranking* | Testa di serie |
| ----------- | ----------------- | -------- | -------------- |
| Stati Uniti | McCartney Kessler | 43       | 1              |
| Giappone    | Naomi Ōsaka       | 55       | 2              |
| Stati Uniti | Katie Volynets    | 70       | 3              |
| Stati Uniti | Caroline Dolehide | 71       | 4              |
| Belgio      | Greet Minnen      | 90       | 5              |
| Australia   | Olivia Gadecki    | 91       | 6              |
| Germania    | Viktorija Golubic | 92       | 7              |
| Cina        | Yuan Yue          | 103      | 8              |

* Ranking al 21 aprile 2025.

### Altre partecipanti
Le seguenti giocatrici hanno ricevuto una wild card per il tabellone principale:
- Loïs Boisson
- McCartney Kessler
- Naomi Ōsaka
- Tiantsoa Rakotomanga Rajaonah

La seguente giocatrice è entrata in tabellone utilizzando il ranking protetto:
- Kaja Juvan

Le seguenti giocatrici sono passate dalle qualificazioni:
- Tessah Andrianjafitrimo
- Yara Bartashevich
- Sara Cakarevic
- Émeline Dartron

La seguente giocatrice è entrata in tabellone come lucky loser:
- Noma Noha Akugue

### Ritiri
Prima del torneo
- Anhelina Kalinina → sostituita da  Varvara Lepchenko
- Yuan Yue → sostituita da  Noma Noha Akugue

## Partecipanti al doppio

### Teste di serie
| Nazione     | Giocatrice         | Nazione  | Giocatrice         | Rank1 | Seed |
| ----------- | ------------------ | -------- | ------------------ | ----- | ---- |
| Regno Unito | Maia Lumsden       | Giappone | Makoto Ninomiya    | 135   | 1    |
| Georgia     | Oksana Kalašnikova | Italia   | Angelica Moratelli | 142   | 2    |
| Regno Unito | Emily Appleton     | Cina     | Tang Qianhui       | 153   | 3    |
|             | Amina Anšba        | Germania | Noma Noha Akugue   | 255   | 4    |

* Ranking al 21 aprile 2025.

### Altre partecipanti
La seguente coppia di giocatrici ha ricevuto una wild card per il tabellone principale:
- Émeline Dartron /  Tiantsoa Rakotomanga Rajaonah

## Campionesse

### Singolare
Naomi Ōsaka ha sconfitto in finale  Kaja Juvan con il punteggio di 6-1, 7-5.

### Doppio
Maia Lumsden /  Makoto Ninomiya hanno sconfitto in finale  Oksana Kalašnikova /  Angelica Moratelli con il punteggio di 7-5, 6-2.